# Búbal
El búbal (Alcelaphus buselaphus) és un antílop que viu als herbassars de l'Àfrica Occidental, Oriental i Meridional. És una de les tres espècies classificades en el gènere Alcelaphus.
El búbal fa gairebé 1,5 m d'alçada a l'espatlla i pot pesar entre 120 i 200 quilograms. Els mascles tenen un color marró fosc, mentre que les femelles són d'un marró groguenc. Ambdós sexes tenen banyes que poden assolir una mida de fins a 70 cm. Els búbals viuen en herbassars i boscos oberts, on s'alimenten d'herba. Són animals diürns i es passen el matí i el final de la tarda menjant. Els ramats contenen entre cinc i vint individus, però a vegades en poden contenir fins a 350.